# Asianellus kuraicus
Asianellus kuraicus är en spindelart som beskrevs av Logunov, Marusik 1999 [2000. Asianellus kuraicus ingår i släktet Asianellus och familjen hoppspindlar. Inga underarter finns listade.